# Centurion (deutscher Fahrradhersteller)
Centurion ist ein deutscher Fahrradhersteller, der im Jahr 1976 im schwäbischen Magstadt im Landkreis Böblingen von dem ehemaligen Radcrosser Wolfgang Renner in Kooperation mit dem taiwanesischen Fahrradkonzern Merida gegründet wurde. Merida besitzt mit Jahresabschluss 2022 weiterhin 51 % an Centurion. Das Unternehmen zählt zu den Wegbereitern der aus den Vereinigten Staaten kommenden Trendsportarten BMX und MTB in Deutschland.

## Firmengeschichte
Im Jahr 1976 begann Centurion seine unternehmerische Tätigkeit zunächst mit dem Vertrieb von japanischen Fahrradkomponenten. In den darauf folgenden Jahren beteiligte sich Centurion wesentlich an der Einführung von Trendsportarten aus den Vereinigten Staaten. 1987 startete Centurion, nach Abschluss eines Importvertrages mit Eddy Merckx, mit dem Vertrieb von dessen Rädern. 2006 feierte das Unternehmen sein 30-jähriges Bestehen am Markt, gefolgt von seinem 40-jährigen Jubiläum im Jahr 2016.
Im Jahresabschluss 2022 weist der Mutterkonzern für Centurion einen Umsatz von 3,188,403,000 New Taiwan Dollar und einen Gewinn von 138,047,000 New Taiwan Dollar aus. Das entspricht umgerechnet etwa 89,6 Mio. € Umsatz und 3,8 Mio. € Ergebnis.

## Sponsoring
Seit den Anfängen unterstützt Centurion den Radsport. Im Lauf der Zeit erhielten zum einen zahlreiche Fahrer wie Thomas Hellriegel, Michael Göhner und Hubert Schwarz Material oder finanzielle Unterstützung, zum anderen die Radsportteams Albgold und Centurion Vaude. Des Weiteren bietet Centurion vielen ehemaligen Radsportprofis die Möglichkeit, im Unternehmen tätig zu werden, beispielsweise Udo Bölts, Peter Hilse und Thomas Barth.